# Conde de Gouveia
Conde de Gouveia é um título nobiliárquico criado por D. Luís I de Portugal, por Decreto de 20 de Maio de 1879, em favor de Afonso de Serpa Leitão Freire Pimentel, depois 1.º Marquês de Gouveia.
Titulares
1. Afonso de Serpa Leitão Freire Pimentel, 1.º Conde e 1.º Marquês de Gouveia.